# Населённые пункты Ненецкого автономного округа
Ненецкий автономный округ включает следующие населённые пункты:
- 2 городских населённых пункта (в списках выделены оранжевым цветом), в том числе:
  - 1 город;
  - 1 посёлок городского типа (рабочий посёлок);
- 41 сельский населённый пункт (по данным переписи населения 2010 года).

В списке населённые пункты распределены (с точки зрения административно-территориального устройства) по 1 городу окружного значения и 1 району (в рамках организации местного самоуправления (муниципального устройства) им соответствуют 1 городской округ и 1 муниципальный район).
Численность населения сельских населённых пунктов приведена по данным переписи населения 2010 года, численность населения городских населённых пунктов (посёлка городского типа (рабочего посёлка) и города) — по оценке на 1 января 2023 года.

## Город окружного значения (городской округ)Нарьян-Мар
| № | Населённый пункт | Тип   | Население |
| - | ---------------- | ----- | --------- |
| 1 | Нарьян-Мар       | город | 25 151    |

## Заполярный район
| №  | Населённый пункт | Тип             | Население |
| -- | ---------------- | --------------- | --------- |
| 1  | Амдерма          | посёлок         | 444       |
| 2  | Андег            | деревня         | 97        |
| 3  | Белушье          | деревня         | 50        |
| 4  | Бугрино          | посёлок         | 321       |
| 5  | Варнек           | посёлок         | 101       |
| 6  | Великовисочное   | село            | 544       |
| 7  | Верхняя Пеша     | деревня         | 134       |
| 8  | Вижас            | деревня         | 75        |
| 9  | Волоковая        | деревня         | 105       |
| 10 | Волонга          | деревня         | 35        |
| 11 | Выучейский       | посёлок         | 167       |
| 12 | Индига           | посёлок         | 632       |
| 13 | Искателей        | рабочий посёлок | 7253      |
| 14 | Каменка          | деревня         | 121       |
| 15 | Каратайка        | посёлок         | 544       |
| 16 | Кия              | деревня         | 63        |
| 17 | Коткино          | село            | 332       |
| 18 | Красное          | посёлок         | 1625      |
| 19 | Куя              | деревня         | 152       |
| 20 | Лабожское        | село            | 250       |
| 21 | Макарово         | деревня         | 206       |
| 22 | Мгла             | деревня         | 20        |
| 23 | Нельмин-Нос      | посёлок         | 597       |
| 24 | Несь             | село            | 1368      |
| 25 | Нижняя Пеша      | село            | 718       |
| 26 | Оксино           | село            | 339       |
| 27 | Ома              | село            | 763       |
| 28 | Осколково        | деревня         | 35        |
| 29 | Пылемец          | деревня         | 44        |
| 30 | Снопа            | деревня         | 99        |
| 31 | Тельвиска        | село            | 454       |
| 32 | Тошвиска         | деревня         | 69        |
| 33 | Устье            | деревня         | 22        |
| 34 | Усть-Кара        | посёлок         | 479       |
| 35 | Харута           | посёлок         | 503       |
| 36 | Харьягинский     | посёлок         | 0         |
| 37 | Хонгурей         | посёлок         | 230       |
| 38 | Хорей-Вер        | посёлок         | 739       |
| 39 | Чёрная           | деревня         | 22        |
| 40 | Чижа             | деревня         | 99        |
| 41 | Шойна            | село            | 300       |
| 42 | Щелино           | деревня         | 104       |

## Карта Ненецкого автономного округа
Легенда карты (при наведении на метку отображается реальная численность населения):
|  | Центр Ненецкого АО, более 20 000 чел. |
|  | от 5000 до 10 000 чел.                |
|  | от 1000 до 3000 чел.                  |
|  | от 500 до 1000 чел.                   |
|  | от 300 до 500 чел.                    |

## Бывшие населённые пункты

### Бывшие пгт
- Амдерма — пгт с 1940 года. Преобразован в сельский населённый пункт в 2005 году.
- Нарьян-Мар — пгт с 1931 года. Преобразован в город в 1935 году.

### Исчезнувшие населённые пункты
Известно об одном городе (Пустозерск) и почти 70 селениях, прекративших существование на территории Ненецкого автономного округа.

### Населённые пункты, переданные в составреспублики Коми
- рабочий посёлок (пгт) Воркута. Основан 9 января 1940 года, передан в Коми АССР в октябре 1940 года[5].
- рабочий посёлок (пгт) Хальмер-Ю. Передан в Коми АССР в 1959 году[6].
- рабочий посёлок (пгт) Цементнозаводский. Передан в Коми АССР в 1959 году[6].